# Madteos
Madteos (Matt'eos I Kesaratsi-Sari, (orm.) Մատթէոս Ա. Կեսարացի-Սարի) – duchowny Apostolskiego Kościoła Ormiańskiego, w latach 1694–1705 jeden z patriarchów tego Kościoła, Patriarcha-Katolikos Wielkiego Domu Cylicyjskiego. Skłaniał się ku Kościołowi katolickiemu, udał się do Rzymu, gdzie zmarł.